# Actinodaphne setchuenensis
Actinodaphne setchuenensis là loài thực vật có hoa trong họ Nguyệt quế. Loài này được (Gamble) C.K.Allen miêu tả khoa học đầu tiên năm 1938 publ. 1937.